# 만주국 궁내부

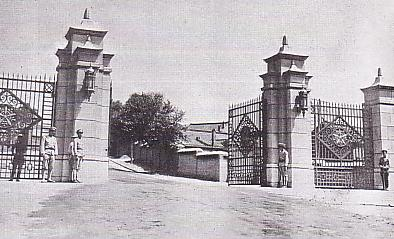
만주국 궁내부

만주국 궁내부(중국어: 滿州國 宮内府)는 만주국의 황실 사무를 담당하는 기관이다.

## 개요
1934년 3월 1일의 제정 이행을 계기로 설치되었다. 집정(執政) 시대는 집정부(執政府)라고 불렸다. 궁내부는 황제의 직할기관으로, 궁중 사무를 관리한다. 궁내부대신은 황제에 대해서 궁중 사무에 관하여 보필의 책임을 졌다. 궁내부는 국무원으로부터 독립되어 있었지만, 국무에 관한 사항에 대해서는 국무총리대신과 함께 상주(上奏)하게 되어 있었다.

## 역대 궁내부 대신
1. 선루이린(沈瑞麟, 1934년 3월 1일 ~ 1935년 5월 21일)
2. 시차(熙洽, 1935년 5월 21일 ~)

## 역대 궁내부 차장
1. 이리에 간이치(入江貫一, 1934년 4월 25일 ~ 1939년 4월 3일)
2. 아라이 시즈오(荒井静雄, 1939년 4월 3일 ~ 1939년 5월 27일)
3. 가고시마 도오(鹿児島虎雄, 1939년 5월 27일 ~ 1943년 6월 19일)
4. 아라이 시즈오(荒井静雄, 1943년 6월 19일 ~)

## 같이 보기
- 만주국 황제